# San José (Petén)
San José è un comune del Guatemala facente parte del dipartimento di Petén.